# Torneo de Kitzbühel 2015
El Bet-At-Home Cup Kitzbühel 2015 es un torneo de tenis. Pertenece al ATP Tour 2015 en la categoría ATP World Tour 250. El torneo tendrá lugar en la ciudad de Kitzbühel, Austria, desde el 3 de agosto hasta el 9 de agosto de 2015 sobre tierra batida.

## Cabezas de serie

### Masculino
| Tenista               | Ranking | Preclasificado |
| Dominic Thiem         | 24      | 1              |
| Andreas Seppi         | 26      | 2              |
| Fabio Fognini         | 32      | 3              |
| Martin Kližan         | 34      | 4              |
| Juan Mónaco           | 38      | 5              |
| Philipp Kohlschreiber | 40      | 6              |
| Jiří Veselý           | 45      | 7              |
| Albert Ramos-Viñolas  | 55      | 8              |

- Ranking del 27 de julio de 2015

### Dobles masculinos
| Tenista                               | Ranking | Preclasificada |
| Dominic Inglot Robert Lindstedt       | 78      | 1              |
| Andre Begemann Łukasz Kubot           | 91      | 2              |
| Mariusz Fyrstenberg Santiago González | 91      | 3              |
| Jürgen Melzer Philipp Petzschner      | 93      | 4              |

## Campeones

### Individual Masculino
Philipp Kohlschreiber venció a  Paul-Henri Mathieu por 2-6, 6-2, 6-2

### Dobles Masculino
Nicolás Almagro /  Carlos Berlocq vencieron a  Robin Haase /  Henri Kontinen por 5-7, 6-3, [11-9]